# Molophilus (Molophilus) aciferus
Molophilus (Molophilus) aciferus is een tweevleugelige uit de familie steltmuggen (Limoniidae). De soort komt voor in het Australaziatisch gebied.